# 蒋兰
蒋兰（1989年6月27日—，江苏苏州），中国女子田径短跑运动员，专于100米赛跑。她的个人最好成绩是11.49秒，于2007年10月在武汉获得。
蒋兰代表中国参加北京的2008年夏季奥林匹克运动会，与王静、陶宇佳和秦旺萍一同参加400米接力赛跑。在第一轮预赛中，她们位于牙买加、俄罗斯、德国后，列第四。总成绩43.78秒为16个参赛国的第十名，未能获得决赛资格。
蒋兰在中华人民共和国第十一届全运会田径比赛上获得100米金牌和200米银牌，并为江苏队赢得接力赛银牌。她也在2009年亚洲田径锦标赛上获得200米铜牌及在2009年東亞運動會田徑比賽上获得金牌。
她也参加室内的60米赛跑项目：她在2009年亞洲室內運動會上以第五名完赛，在2010年亚洲室内田径锦标赛上夺得金牌。
蒋兰在2010年亚洲运动会上得接力赛银牌。她未能在2011年亚洲田径锦标赛的200米预赛上晋级，但赢得了400米接力赛的银牌。她还在2011年世界田径锦标赛上参加了团队项目，但中国跑步运动员们被取消了资格。2013年3月，她在室内200米跑出23.52秒，打破了自己的首个中国纪录。

## 外部連結
- 蒋兰在的頁面
- 中国之队2008 的存檔，存档日期2011-08-10.